# Tower 42
Tower 42 je třetí nejvyšší mrakodrap v Londýnské City na Old Broad Street. Původně byl postaven pro National Westminster Bank, což vysvětluje její původní označení NatWest Tower. Při pohledu shora budova svým tvarem připomíná logo této společnosti (tři trámy v šestibokém uspořádání). Stavba, navržená Richardem Seifertem, byla postavena v období let 1971 až 1979 a byla otevřena roku 1980. Náklady dosáhly výše 72 miliónů liber.
Výška budovy je 183 m, což ji řadilo na první místo nejvyšších staveb v Londýně až do výstavby 1 Canada Square v oblasti Docklands roku 1990.
Byl to první mrakodrap v City a první výjimka z omezení, které v té době platilo pro stavbu výškových staveb v City.
Budova je vystavěna kolem masivního betonového jádra z něhož jsou vysunuta jednotlivá poschodí, což však snižuje využitelnou plochu.

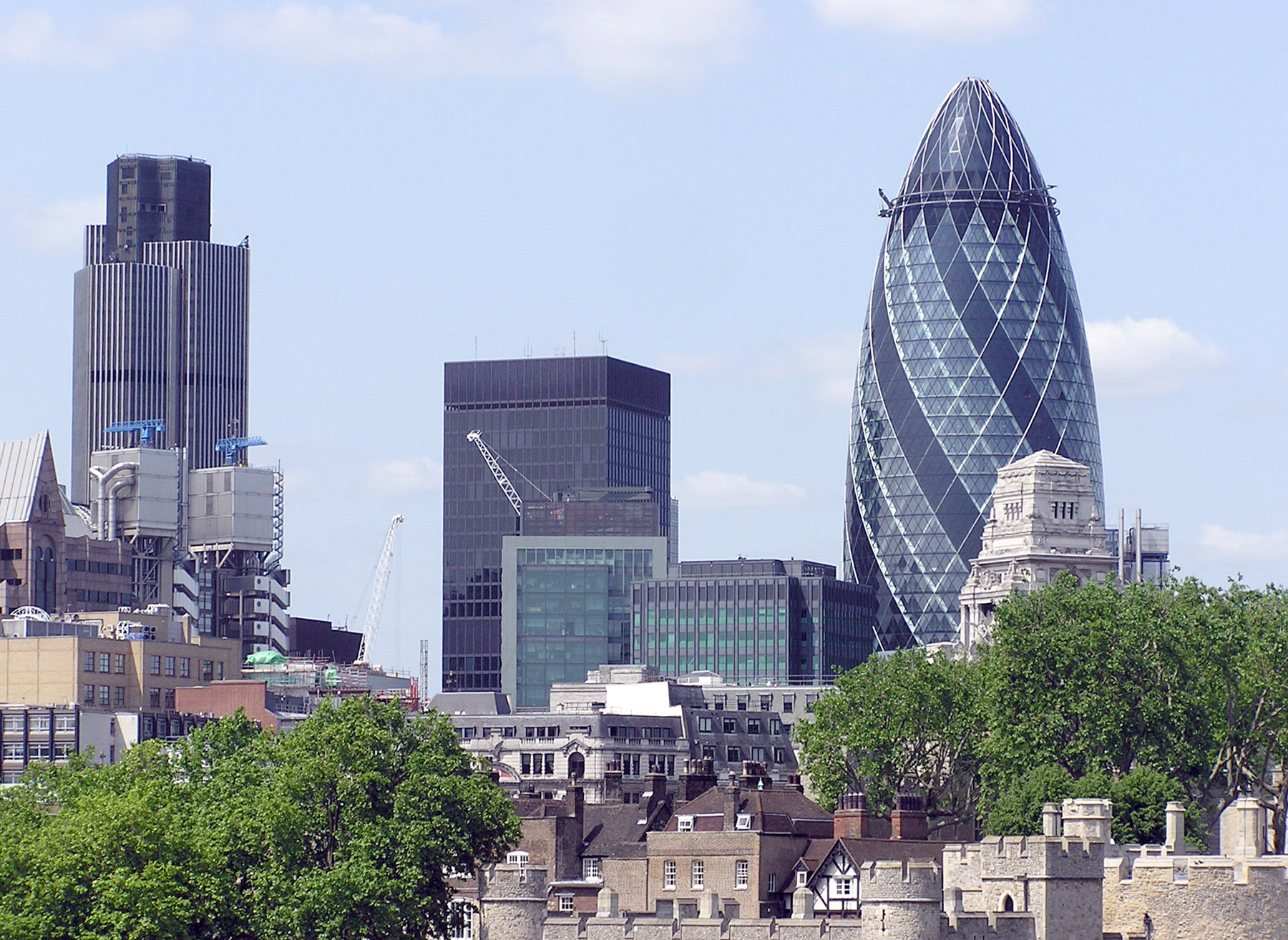
Tower 42 a ostatní vysoké budovy tvoří dominantu City.

24. dubna 1993 vybuchla na Bishopsgate bomba nastražená IRA, která způsobila poškození Tower 42 i jiných okolních staveb. Budova musela být opravena a většina interiéru vyměněna. Po opravě se společnost NatWest rozhodla budovu přejmenovat na Mezinárodní finanční centrum (International Financial Centre) a prodat. Novým vlastníkem se stala společnost Greycoat a ta ji přejmenovala na Tower 42, název odvozený z počtu poschodí budovy. V současnosti kanceláře v budově využívá velké množství různých společností.
V budově se nacházejí dvě restaurace – Rhodes Twenty Four na 24. poschodí a Vertigo 42 na 42. poschodí. Vertigo 42 je exkluzivní bar specializovaný na pokrmy z mořských živočichů a šampaňské. Poloha ve 42 patře budovy poskytuje hostům nádherný výhled na centrum Londýna.
Tower 42 byl po 10 let nejvyšším mrakodrapem v Londýně a Velké Británii. Po své dostavbě překonal tehdy nejvyšší 143 m vysoký Guy's Tower, nemocnici v londýnském obvodu Southwark.
Dopravní spojení – metro – Aldgate, Bank; DLR – Bank.